# NFR-90
NFR-90（英語: NATO Frigate Replacement for 1990s）は、北大西洋条約機構（NATO）諸国によるフリゲートの共同開発計画。

## 来歴
1960年代より、NATO諸国海軍はフリゲートの共同開発を志向していた。当初、その動きは組織立ってはおらず、例えばイギリス海軍のリアンダー級後継艦とオランダ海軍のホラント級・フリースラント級後継艦は一時期共同開発が志向されたものの、後に決別し、イギリスは22型フリゲート、オランダはコルテノール級フリゲートを建造した。しかし22型とコルテノール級は主機は共通化されており、またコルテノール級をもとにドイツ海軍のブレーメン級フリゲート、ギリシャ海軍のエリ級フリゲートが建造されるなど、ある程度の共通化が実現していった。これらの流れを受けて、次世代フリゲートでは更に共用化を進めるべく、1979年12月には任務要求文書（Mission Need Document）が策定されて研究グループが発足、1981年より実行可能性調査が開始された。これによって着手されたのが本計画である。
予備的な実行可能性調査は1981年2月から1982年10月にかけて、90社と150名のエンジニアが参画して行われた。経費はNATOの予算から拠出されていた。発足当初はアメリカ合衆国、イギリス、フランス、イタリア、西ドイツ、カナダ、オランダの7ヶ国であったが、1983年よりスペインも参加した。そして1985年より実行可能性調査が行われ、10月に終了した。

## 計画
任務要求文書では、下記のような任務が規定されていた。
- 世界規模の展開
- 外部の対潜戦システムと連携しての対潜掃討
- 防空
- 対水上戦

1984年の時点では、下記のような建造予定であった。
- アメリカ海軍 - 18隻
- イギリス海軍 - 12隻
- フランス海軍 - 4隻
- イタリア海軍 - 4隻
- 西ドイツ海軍 - 4隻
- スペイン海軍 - 4隻
- カナダ海軍 - 4隻
- オランダ海軍 - 2隻

初号艦は1992年末より海上公試に入り、1994年より就役する予定であった。1989年度計画では、建造単価は5億ドルが目標とされていた。
NFR-90は、船体および戦闘システムは共通として、レーダーや戦術情報処理装置、ミサイルについては各国の要望に応じた装備とする予定であった。共通装備として、戦闘システムとしてNAAWS、武器システムとして区域防空ミサイル・システム（local area missile system, LAMS）を搭載する予定であり、1987年初頭、アメリカ合衆国主導での開発が提案された。しかしミサイルの誘導方式として、アメリカはセミアクティブ・レーダー・ホーミング（SARH）を要望したのに対し、イタリアとフランスはアクティブ・レーダー・ホーミング（ARH）を志向しており、1987年11月、欧州独自のアスター艦対空ミサイル・システムの開発について合意した。

## 計画の中止
このように、装備品は各国の要望を反映して多彩になっており、建造費のなかで大した比率を占めているわけでもない船体をあえて共通化することは、艦全体のコスト低減にはつながらないことが明らかになってきた。
協議は難航するようになり、計画は遅延しはじめた。西ドイツ海軍は、老朽化が特に著しかったハンブルク級駆逐艦の更新にはNFR-90は間に合わないと判断し、1987年、これとは別にブランデンブルク級フリゲート4隻の建造計画に着手した。これに伴い、NFR-90の予定建造数は8隻から4隻に削減された。しかしその後も予定コストの上昇は続き、1989年、まずイギリスが、ついでフランスとイタリアが計画から離脱した。残る5ヶ国は計画の続行を試みたものの、1990年1月18日、計画のキャンセルが決定された。
1989年にNFR-90計画から脱退した後、イギリスは独自に次期防空艦の開発を進めていた。NFR-90計画の崩壊後、フランスもやはりシュフラン級駆逐艦の後継となる防空艦を模索していたことから、90年には、英仏将来フリゲート（Anglo-French Future Frigate, A3F）計画が開始された。A3F計画は数度の危機に曝されたものの、92年にはイタリアも加わったホライズン計画として具体的な作業が開始された。ホライズン計画では、アスター艦対空ミサイルを採用した武器システムとしてのPAAMSを共同開発し、これを共通設計の船体に搭載することとしていたが、細部の武装については各国が独自のものを搭載する計画であった。しかし、艦隊防空と個艦防空のバランスについてフランス・イタリアとイギリスの意見が対立し、また航続距離の要求の差異から船体設計でも意見統一に失敗したことなどによって計画は遅延し、ホライズン計画艦が42型駆逐艦の更新に間に合わなくなる危険が生じたことから、1999年、イギリスはホライズン計画より脱退した。残る2ヶ国はホライズン計画を続行し、フランスはフォルバン級駆逐艦、イタリアはアンドレア・ドーリア級駆逐艦を建造した。またイギリスもPAAMSの開発には引き続き参加しており、そのイギリス版を搭載した45型駆逐艦を建造した。
一方、1994年1月には、ドイツとオランダ、スペインの3ヶ国によって、TFC（Trilateral Frigate Cooperation: 三国フリゲート共同）計画が開始された。スペイン海軍は、コスト面の問題からのちに計画から離脱し、イージスシステムを採用したアルバロ・デ・バサン級フリゲートを建造したが、残るドイツとオランダは2カ国で計画を続行し、ドイツはザクセン級フリゲート、オランダはデ・ゼーヴェン・プロヴィンシェン級フリゲートを建造した。